# Богатырь (озеро)
Богатырь — пресноводное озеро в Красноярском крае России, располагается на юге Таймырского Долгано-Ненецкого района.
Озеро Богатырь имеет удлинённую форму и находится в труднодоступной местности на высоте 995 м над уровнем моря, занимая межгорную ложбину в северо-западной части плато Путорана, к северу от Нёралака. Площадь водоёма составляет 9,1 км², площадь водосборного бассейна — 77,1 км². Длина озера около 8,8 км, ширина варьируется от 230 м в самой узкой восточной части до 1,6 км на западе. Через озеро протекает река Богатырь, впадающая на востоке в Богатырь-Хуолу (бассейн моря Лаптевых). Кроме того в озеро впадает несколько ручьёв, на одном из которых имеется водопад высотой 10 м.
В период таяния снега Богатырь разливается местами на сотни метров. Береговые склоны ступенчатые, с многочисленными осыпями, каменными развалами, скальными останцами. Юго-восточный берег относительно пологий. На северо-западе возвышаются горы Богатырь с максимальной высотой 1591 м.
В районе озера в растительном покрове преобладают тундры, преимущественно осоково-моховые, выше 1450 м — гольцовая пустыня. В водах обитает голец и хариус.
Код водного объекта в государственном водном реестре — 17040100111117600000762.